# Металургів
Металу́ргів (рос. Металлургов) — селище у складі Новокузнецького району Кемеровської області, Росія. Входить до складу Красулинського сільського поселення.
Стара назва — совхоз Металург.

## Населення
Населення — 3317 осіб (2010; 3191 у 2002).
Національний склад (станом на 2002 рік):
- росіяни — 90 %